# Джендрі
Вперше з'явившись у «Грі престолів» 1996 року, Джендрі є учнем коваля в Королівській Гавані та невизнаним бастардом короля Роберта Баратеона . Згодом він з'явився у романах «Битва королів» (1998), «Буря мечів» (2000) і «Бенкет круків» (2005). Після того, як королева Серсі Ланністер наказала стратити всіх виродків короля Роберта, Джендрі змушений був тікати з Королівської Гавані разом з Арією Старк під захистом Йорена, вербувальника для Нічної Варти. Пізніше він приєднується до розбійницького угруповання «Братство без прапорів» і отримує лицарство від її лідера Беріка Дондарріона, а також стає послідовником Р'хлора.
У телевізійній адаптації HBO Джендрі зіграв англійський актор Джо Демпсі.

## Опис персонажа
Джендрі був зачатий і народжений у Королівській Гавані після завершення повстання Роберта і є одним із шістнадцяти (двадцяти в телесеріалі) дітей-бастардів короля Роберта Баратеона. Йому чотирнадцять років, коли він представлений у першій книзі, і зображений високим і дуже мускулистим, з блакитними очима та густим чорним волоссям, дуже схожий на свого біологічного батька Роберта в молодості. Він також надзвичайно схожий на молодшу версію Ренлі Баратеона, хоч і з квадратнішою щелепою, густішими бровами та сплутаним волоссям, але настільки схожий на свого біологічного дядька, що на мить Брієнна Тарт майже переплутала його з померлим Ренлі. Джендрі — розумний хлопець, незважаючи на те, що він народився в бідності, але він також упертий, похмурий, підозрілий, його легко заплутати і присоромити в колі жінок, і Арія Старк прокоментувала, що він виглядає нещасним, коли намагається думати.
Незважаючи на те, що Джендрі був одним із чотирьох біологічних дітей короля Роберта, що вижили (поряд із Майєю Стоун, Едріком Стормом і Беллою Ріверс), він ніколи не знав, хто його батько, хоча багато разів бачив Роберта здалеку, і одного разу його ледь не затоптав кінь п'яного Роберта під час гри біля міської брами. Повідомлялося, що його мати була робітницею пабу, яка померла, коли Джендрі був ще хлопчиком, і все, що він пам'ятає про неї, це те, що вона мала світле волосся. Пізніше Тобхо Мотту, майстру зброяра з Кохору, який працював у Королівській Гавані, «лорд» із прихованою особою запропонував вдвічі більшу за звичайну плату, щоб взяти Джендрі в учні, але він прийняв його безкоштовно після враження від хлопця. Джендрі виявляється справді здібним учнем і любить проводити час, поліруючи шолом із головою бика, який він з гордістю зробив для себе, завдяки чому його товариш-сирота Ломмі Грінхендс назвав його «Биком».

## Сюжетні лінії

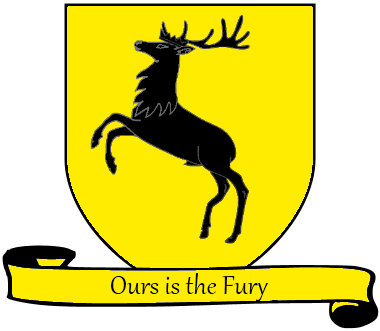
Герб дому Баратеон

Джендрі не є особою з власною оповіддю подій, тож його дії спостерігаються крізь інших персонажів, переважно очима Арії Старк, а також деякими описами Еддарда Старка та Брієнни Тарт. У нього, безперечно, найбільше сюжетів серед дітей короля Роберта.

### Гра престолів
У своєму розслідуванні про смерть Джона Арріна Еддард Старк зустрічає кількох людей, які зустрічалися з Арріном незадовго до його смерті. Один із них — Джендрі, якого шукали Джон Аррін і Станніс Баратеон . Еддард відразу ж визнає Джендрі виродком короля Роберта Баратеона і каже Тобхо Мотту, що якщо Джендрі коли-небудь виявить інтерес до військової служби, його слід відправити безпосередньо до Еддарда. Джендрі багатообіцяючий як коваль і зробив шолом у формі голови бика. Еддард робить комплімент шолому, пропонуючи його придбати, але Джендрі відмовляється, що збентежило його господаря.

### Битва королів
Після смерті короля Роберта, політичного падіння Еддарда Старка та остаточної публічної страти, Варіс організовує вербувальника Нічної варти Йорена, щоб той відвів Джендрі до Стіни, щоб захистити його від чистки королеви Серсі . Джендрі подорожує на північ з Йореном та тридцятьма іншими новобранцями, включаючи Ломмі Зеленорукого, Гарячого Пирога та переодягнену Арію Старк . Недалеко від Королівської Гавані їх зупиняють кілька Золотих Плащів з Міської Варти, які вимагають, щоб Йорен віддав Джендрі, оскільки його розшукує королева Серсі. Йорен відмовляється і погрожує знешкодити Золоті Плащі зі своїми новобранцями.
Пізніше біля покинутої фортеці біля озера Боже Око новобранців атакують солдати Ланністерів на чолі з сером Еморі Лорчем. Йорен гине в бою, а Джендрі разом з Арією, Ломмі та Гарячим Пирогом тікають із палаючої фортеці через таємний тунель. Під час розвідки з Арією Джендрі сперечається з нею щодо її справжньої статі та особистості. Зрештою він дізнався від неї правду і згодом був збентежений тим, як грубо він говорив з нею, коли вона насправді була дамою високого походження . Пізніше Джендрі потрапив у полон до солдатів сера Грегора Клігана, але його врятували від смерті і перетворили на раба, оскільки знадобилися його навички обробки металу. Після того, як озброєний Ланністер Раффорд вбиває пораненого Ломмі, їх доставляють до Гарренхала, де Джендрі працює ковалем. Однак, коли Арія вирішує втекти з Гарренхола, вона вмовляє Джендрі та Гарячого Пирога приєднатися до неї.

### Буря мечів
Під час блукань Річковими землями в пошуках шляху на Ріверран, Арія, Джендрі та Гарячий Пиріг були захоплені Братством без прапорів на чолі з воскреслим Беріком Дондарріоном . У публічному будинку «Піч» у Стоун-Септі Джендрі відмовляється від спокусливих зазіхань Белли (його невідомої зведеної сестри), але пізніше сперечається з Арією через ревнощі, бо вона розмовляла зі сквайром Беріка Едріком Дейном, який стверджує, що він молочний брат Джона Сноу. Пізніше Джендрі був вражений описом ідеалів братства Тороса Мира і вирішив приєднатися до них. Берік присвоїв йому лицарське звання, таким чином він став сером Джендрі, лицарем порожнистого пагорба.

### Бенкет круків
У пошуках Санси Старк Брієнна Тарт зустрічає Джендрі, який працює ковалем у Корчмі на Роздоріжжі разом із групою сиріт, і вражається його схожістю з покійним Ренлі Баратеоном. У заїжджому дворі Брієнна стикається з Рорге та вбиває його на дуелі, лише щоб її розірвав Бітер; Джендрі рятує життя Брієнні, встромивши спис у шию Бітера.

## Телеадаптація

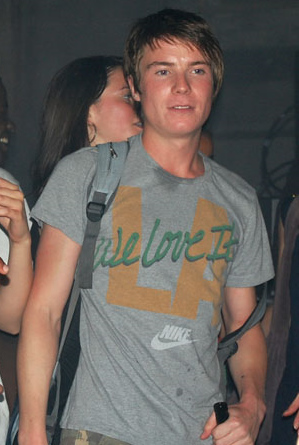
Джо Демпсі, який грає роль Джендрі в телесеріалі «Гра престолів».

У телевізійній екранізації серії книг Джендрі грає Джо Демпсі. Ось як він пояснює те, що він потрапив на роль:
Коли мене взяли на роль Джендрі, у мене не було жодних фізичних якостей, необхідних для ролі. Чесно кажучи, я був вражений тим, що отримав роль. Але Девід і Ден сказали: «Нам потрібно пофарбувати його волосся в чорний колір… і було б чудово, щоб ти пішов у спортзал, перш ніж ми почнемо зйомки». Тож мені сказали набрати форму.
Демпсі отримав позитивні відгуки за свою роль Джендрі в телесеріалі. Він та решта акторського складу були номіновані на премію Гільдії кіноакторів за найкращу гру в драматичному серіалі в 2014 році.

### 1 сезон
Еддард «Нед» Старк каже ковалю послати до нього Джендрі, якщо він колись виявить інтерес до володіння мечем. Джендрі показує перспективи як коваль і виготовляє шолом у формі голови бика; Еддард робить комплімент шолому, пропонуючи його купити. Джендрі відмовляється, на сором майстра коваля. Після арешту й остаточної страти Неда, Йорен із Нічної варти влаштовує Джендрі з ним до Стіни.

### 2 сезон
Джендрі подорожує на північ з Йореном та іншими новобранцями Нічної Варти, включаючи Арію Старк (переодягнену хлопчика-сироту на ім'я Аррі), Ломмі Зеленорукого, Гарячого Пирога та Джакена Х'гара. Під час їхньої подорожі їх зупиняють Золоті Плащі Міської Варти. Вони вимагають, щоб Йорен віддав їм Джендрі, тому що король Джоффрі наказав убити всіх ублюдків його батька Роберта. Йорен відвертає Золотих Плащів. Пізніше Джендрі змушує Арію розкрити свою справжню особистість і з подивом дізнається, що вона дочка Неда Старка. Після того, як Золоті Плащі отримують допомогу від сера Еморі Лорча та його людей, вони влаштовують засідку на мандрівну групу. У хаосі Йорена вбивають. Життя Джендрі рятує Арія, яка переконує Золотих Плащів, що Ломмі, який був убитий під час нападу, був Джендрі. Джендрі та решту новобранців супроводжують до Гарренхала, зруйнованого замку, який перетворився на в'язницю. Сер Грегор Кліган наглядає за порядком тут і безпідставно катує та вбиває багатьох в'язнів. Джендрі ледь не вбили, але його рятує прибуття лорда Тайвіна Ланністера, який дорікає людям Кліґейна за їх необачне ставлення до в'язнів. Завдяки допомозі Джакена Х'гара, Арія, Джендрі та Гарячий Пиріжок змогли втекти з Гарренхала.

### 3 сезон
Коли вони прямують до Річкових земель, група стикається з Братством без прапорів, групою злочинців, які захищають слабких. Натхненний Джендрі вирішує приєднатися до Братства, але його зраджують, коли вони продають його леді Мелісандрі за наказом Володаря Світла. Пізніше Мелісандра розповідає Джендрі, що покійний король Роберт був його батьком, і що вона приведе його на зустріч зі своїм дядьком Станнісом у Драконкамені. Але по правді кажучи, Мелісандра та Станніс планують використати кров Джендрі в магічному ритуалі, щоб створити смертельне прокляття на узурпаторів його престолу, короля Джоффрі, короля Півночі Робба Старка та короля Залізних островів Балона Грейджоя. Перш ніж вони змогли принести Джендрі в жертву, Давос Сіворт допомагає йому втекти до Королівської Гавані на човні. Не вміючи грамотно плавати чи веслувати, Джендрі, тим не менш, переконаний, що з Червоною жінкою ого ч екає вірнішоасмертіь повертається до столиці Вестероса морем.
У роки після його втечі з Драконкаменю низка подій призвела до загибелі решти дому Баратеонів, залишивши Джендрі єдиною людиною, що має баратеонську спадщину. Джендрі повертається до роботи ковалем у Королівській Гавані, ховаючись від солдатів Ланністерів і Золотих Плащів. Хоча він міркує, що Ланністерам і в голову не прийде шукати його в місті, він радіє тому, що йому доводиться виготовляти зброю для їхньої армії. Джендрі зустрічає Давос, який ненадовго повернувся до столиці, щоб переправити Тіріона на таємну зустріч із Хайме, і користується нагодою, щоб знайти Джендрі. Він хоче допомоги Джендрі в майбутній війні проти Білих блукачів . Джендрі охоче погоджується. Після зустрічі з Королем Півночі, Джоном Сноу, і зв'язуванням своїх статусів виродкових синів Роберта Баратеона та (нібито) Неда Старка відповідно, вони прямують на північ до Іст-Вотч-бай-зе-Сі. Джендрі разом з Джоном, Тормундом Гігантським Бейном, Сандором Кліганом, Беріком Дондарріоном, Торосом Миром та Джорою Мормонтом вирушають за Стіну, щоб отримати війну та представити її Серсі Ланністер як доказ неминучого вторгнення Білих блукачів. Джендрі все ще ображається на Беріка та Тороса за те, що вони його продали. Групі вдається схопити самотнього ватага, але Джон розуміє, що решта ватаг наближається, і наказує Джендрі бігти назад до Іствоч, щоб послати ворона до Данерис Таргарієн з проханням про допомогу. Пробігши всю ніч, Джендрі падає від виснаження біля Іствочу, але його рятують Давос і група диких людей, які встигли розповісти їм про попередження Джона.

### 8 сезон
Джендрі приєднується до армії Дейнеріс, коли вони таборують у Вінтерфеллі в очікуванні нападу Білих блукачів. Джендрі доручено виготовити зброю з драконячого скла, яка здатна вбивати духів. Возз'єднується з Арією, вона наказує йому створити посох із драконячого скла з двома клинками. Напередодні нападу Джендрі дає їй зброю і розповідає їй про свою баратеонську спадщину. Арія розпитує його про минулі романтичні зв'язки, потім висловлює бажання втратити цноту, якщо вони помруть завтра, і вони кохаються. Джендрі переживає Довгу ніч, і Дейнеріс узаконює його як Баратеона, а також дає в володіння Край Бурі. Джендрі зізнається в коханні Арії та робить їй пропозицію, але Арія відмовляється, не бажаючи життя звичайної жінки.
Дейнеріс відбирає контроль над Королівською Гаванню у Серсі Ланністер, але спалює населення міста після того, як вони здалися їй. Джон намагається, але йому не вдається відмовити Дейенеріс від подальшого знищення, і зрештою вбиває її. Після смерті Серсі та Дейнеріс Вестерос залишився без правителя. Джендрі вирушає до Королівської Гавані разом з іншою знаттю Вестероса, щоб вирішити майбутнє Семи Королівств. Тіріон пропонує, щоб усі майбутні королі обиралися лордами та леді Вестероса замість того, щоб корона передавалася від батька до сина, і він висуває Брандона Старка на корону короля. Джендрі, як новий лорд Краю Бурі, схвалює цю кандидатуру разом з іншими лордами одноголосно.